# 白尾刀翅蜂鸟
白尾刀翅蜂鸟（学名：Campylopterus ensipennis），是雨燕目蜂鸟科的一种鸟类。
白尾刀翅蜂鸟体重约9.6克，翼长约75.8毫米，嘴峰长约29.5毫米，喙宽度约2.9毫米，喙厚度约2.8毫米，跗蹠长约6.3毫米，尾长约50.4毫米。白尾刀翅蜂鸟在其分布区内为留鸟，其栖息在密集的高大树木组成的森林中，食性为草食性，主要食物来源是植物的花蜜。
白尾刀翅蜂鸟分布于委内瑞拉东北部和多巴哥岛的山区。该物种是单型物种，没有亚种分化。